# Montagny-les-Monts
Montagny-les-Monts (toponimo francese; in tedesco Montenach-Berg, desueto) è una frazione del comune svizzero di Montagny, nel Canton Friburgo (distretto della Broye).

## Storia

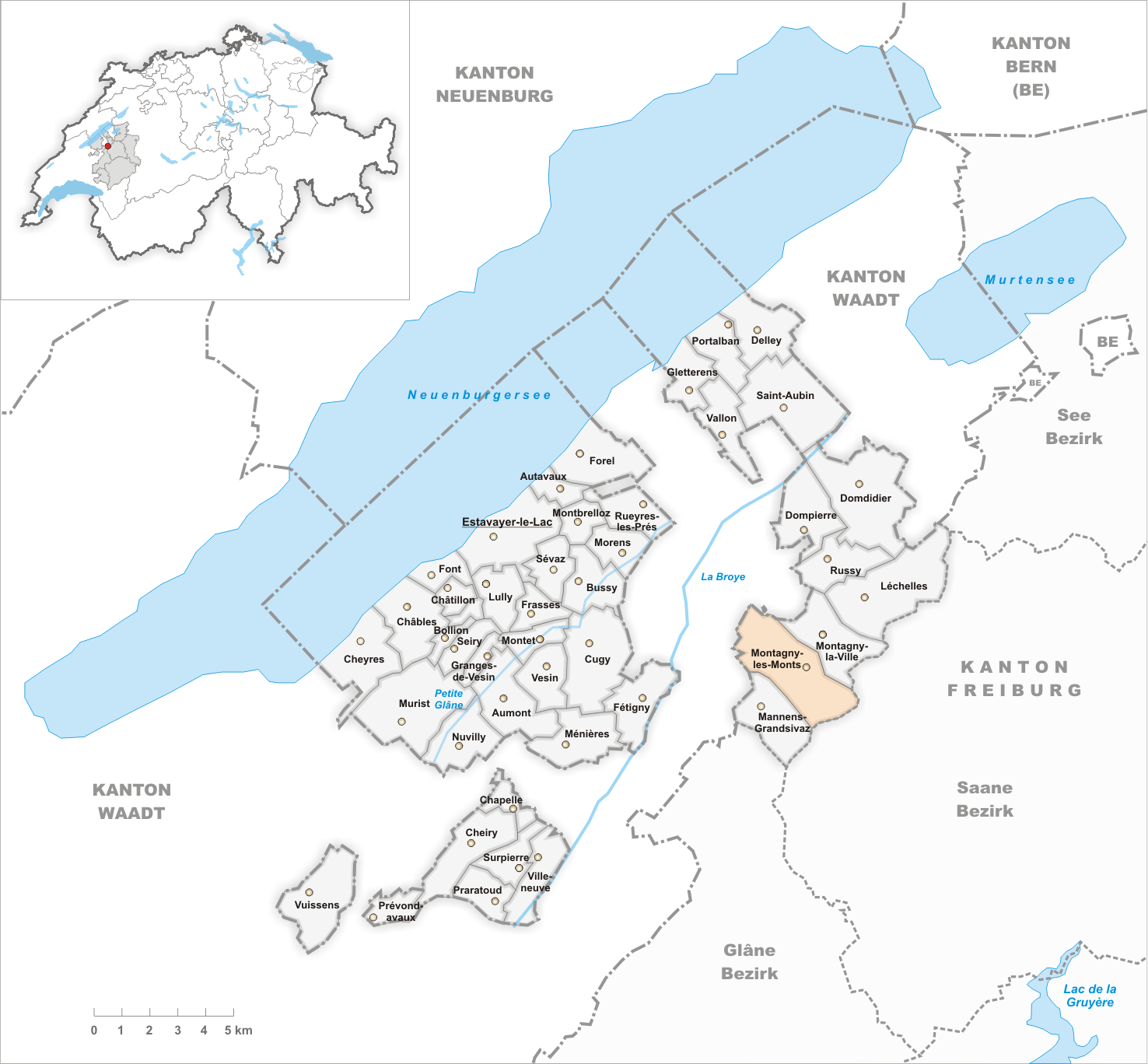
Il territorio del comune di Montagny-les-Monts prima degli accorpamenti comunali del 2000

Già comune autonomo che comprendeva anche le frazioni di Cousset, Les Arbognes, Tours e Villarey, nel 2000 è stato accorpato all'altro comune soppresso di Montagny-la-Ville per formare il nuovo comune di Montagny, del quale Cousset è il capoluogo.

## Monumenti e luoghi d'interesse

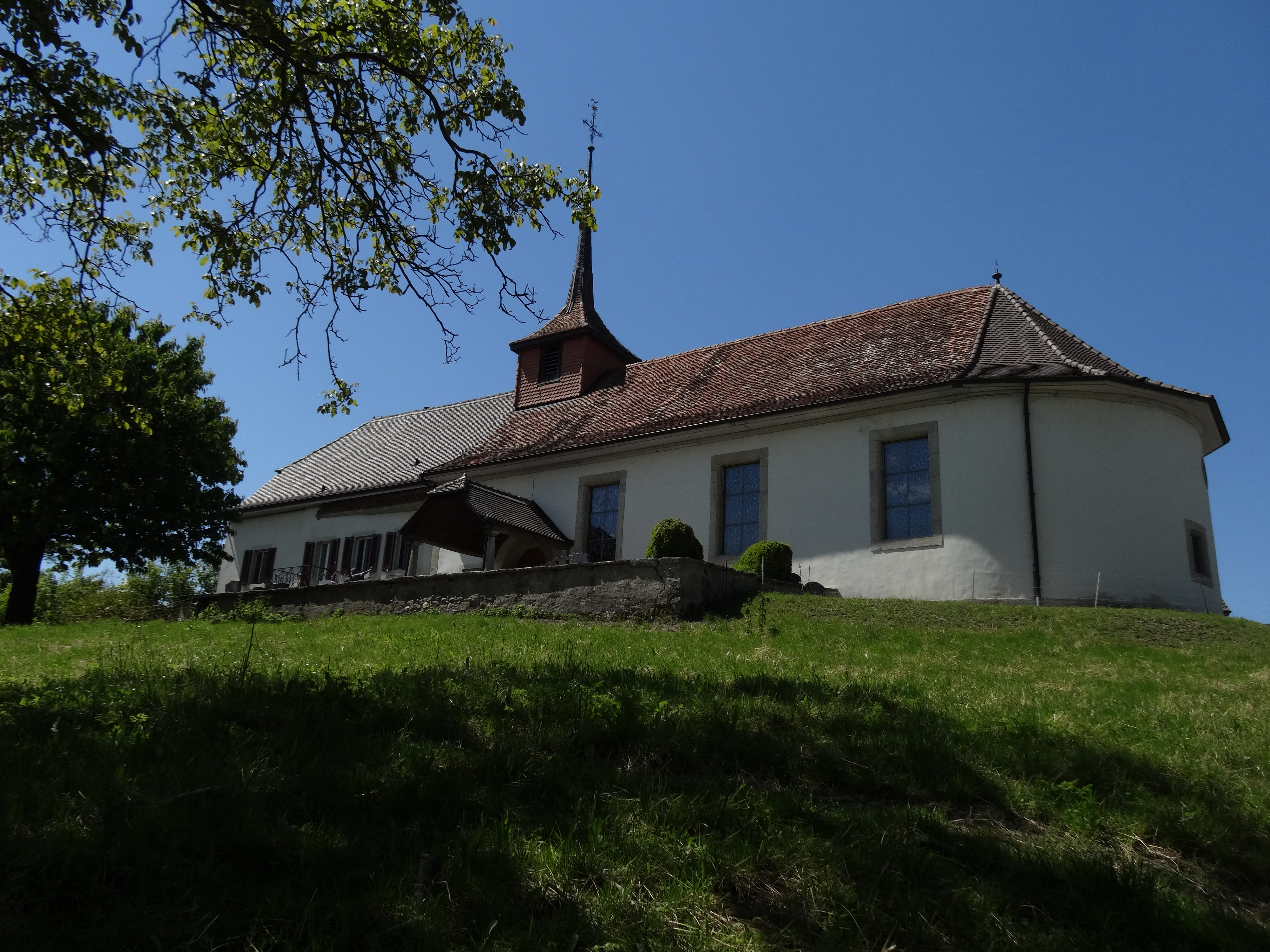
Il santuario di Nostra Signora di Tours

- Chiesa cattolica dell'Immacolata Concezione, eretta nel XIV secolo e ricostruita nel 1760 e nel 1926[1];
- Santuario di Nostra Signora di Tours, eretto nel VI secolo e ricostruito nel IX-X secolo, nel XII secolo e nel 1778-1781[2];
- Rovine del castello di Montagny, eretto nel Medioevo e ricostruito nel 1509 e nel 1752[1].

## Società

### Evoluzione demografica
L'evoluzione demografica è riportata nella seguente tabella:
Abitanti censiti

## Infrastrutture e trasporti
Montagny-les-Monts è servito dalla stazione di Cousset sulla ferrovia Friburgo-Yverdon.

## Amministrazione
Ogni famiglia originaria del luogo fa parte del comune patriziale che ha la responsabilità della manutenzione di ogni bene comune.